# Râul Hodrângușa
Râul Hodrângușa este un curs de apă, afluent al râului Iada.